# Teatro Español
El Teatro Español, llamado Teatro del Príncipe hasta 1849, es un teatro público de la ciudad española de Madrid, perteneciente al Ayuntamiento de la capital.

## Historia
El embrión del actual Teatro Español se sitúa en el siglo XVI, en la autorización decretada por Felipe II en 1565 para establecer con carácter permanente en Madrid una denominada Cofradía de la Sagrada Pasión, que disfrutaría de un espacio para la representación de comedias. La Cofradía adquirió el espacio en el que actualmente se sitúa el teatro, en la calle del Príncipe, en 1582 y el 21 de septiembre del año siguiente quedaba inaugurado. 32 años más tarde, la Cofradía vendía el teatro al Ayuntamiento.
La estructura primigenia se mantuvo hasta 1735, año a partir del que se levantó un nuevo edificio bajo el arquitecto Juan Bautista Sachetti en colaboración con Ventura Rodríguez, concluyéndose las obras diez años más tarde. En ese momento, cambió su denominación de Corral del Príncipe a Teatro del Príncipe.
El siglo XVIII supuso la consagración definitiva del todavía Teatro del Príncipe, que contó con su propio grupo de seguidores, los Chorizos, en pugna constante con los Polacos, que preferían los escenarios del rival Teatro de la Cruz. En esta época, Leandro Fernández de Moratín estrenaba La comedia nueva sobre las tablas del Príncipe. El 11 de julio de 1802 el teatro fue pasto de las llamas y no pudo reinaugurarse hasta cinco años más tarde, al concluir las obras dirigidas por Juan de Villanueva.
Desde 1825, bajo la dirección del empresario teatral francés Juan Grimaldi, el teatro experimentó una serie de mejoras tanto estructurales (iluminación, tramoya, etc) como artísticas.
Por Real Decreto de 1849, el Teatro del Príncipe cambió su denominación por la actual de Teatro Español. Contaba con un aforo de 1200 personas y su titular era el Ayuntamiento de la ciudad, pese a que fue arrendado por el Gobierno de la nación. Bajo el impulso del Ministro de la Gobernación, Luis José Sartorius, se pretendía crear lo que se llamó un teatro modelo. La nueva etapa se abrió con una representación de Casa con dos puertas mala es de guardar, de Calderón de la Barca, el 8 de abril de 1849, con Julián Romea. El dramaturgo Ventura de la Vega fue nombrado director del teatro. Un año después fue remplazado por Tomás Rodríguez Rubí, hasta que en mayo de 1851, el Teatro volvió a la gestión municipal. En 1860, el actor Manuel Catalina se convertía en concesionario de la gestión del recinto.

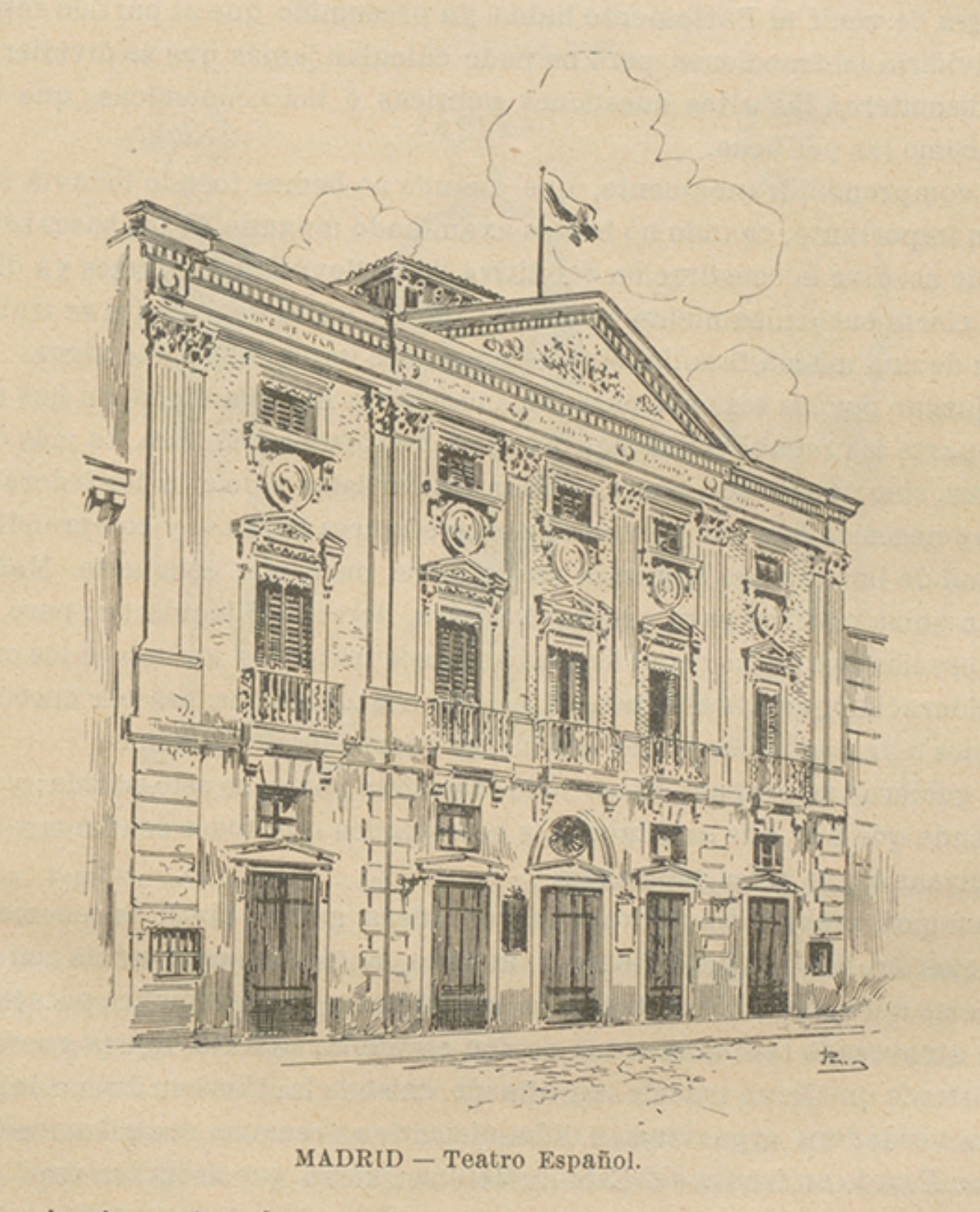
Fachada del Teatro Español, 1902.

Tras haber sido declarado en ruina a consecuencia de los informes de los arquitectos Colubi y Velasco, entre 1887 y 1894, el arquitecto Román Guerrero reformó ampliamente el teatro, configurando lo que existe en la actualidad. Reabre sus puertas el 12 de enero de 1895 con la obra El desdén, con el desdén y asumiendo la gestión empresarial vía concesión por el ayuntamiento, primero el propio Guerrero y seguidamente su hija, la actriz María Guerrero, que habían financiado las obras. La actriz estrenó sobre este escenario obras de Benito Pérez Galdós y los Premio Nobel de Literatura Jacinto Benavente y José de Echegaray. Guerrero retuvo la gestión del teatro hasta 1909.

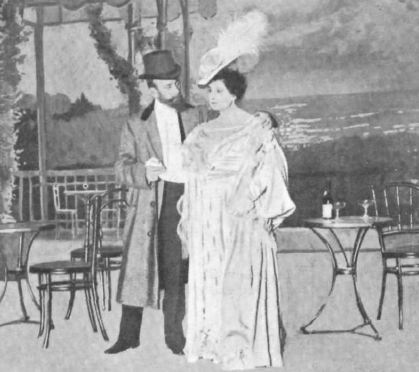
María Guerrero y Fernando Díaz de Mendoza sobre el escenario del Teatro Español en una representación de la obra La princesa Bebé, 1906, del Premio Nobel de Literatura, Jacinto Benavente

Durante las siguientes dos décadas, el Teatro Español es ocupado por sucesivos arrendatarios en régimen de concesión - entre los cuales el propio Jacinto Benavente, junto al actor Ricardo Calvo, en 1919 - que deben cumplir el compromiso de dedicar espacio al Teatro Clásico español.
En 1925 el arquitecto Pablo Aranda, sucedido por los Luis Bellido y Enrique Colás, acomete una nueva reforma del recinto, que finaliza cuatro años más tarde.
Entre 1930 y 1935 –salvo entre febrero y mayo de 1931– el teatro estuvo ocupado por la compañía de Margarita Xirgu y Enrique Borrás, quienes bajo la dirección de Cipriano Rivas Cherif, estrenaron obras de Federico García Lorca y Rafael Alberti. Finalizado el quinquenio, en octubre de 1935, la concesión pasa a Ricardo Calvo y Enrique Borrás, por un periodo de un año, si bien se revocó en marzo de 1936.

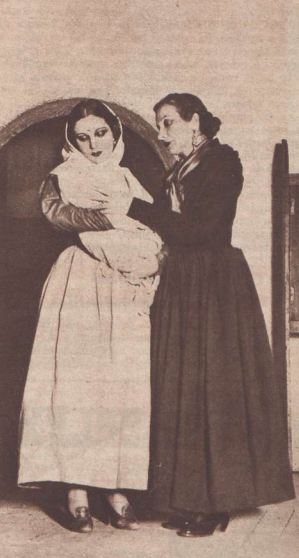
Las actrices Margarita Xirgu y Pilar Muñoz interpretando Yerma de Federico García Lorca en el Teatro Español en 1934

Durante buena parte del periodo de la Guerra civil española la concesión del teatro correspondió al actor Manuel González, que representaba El alcalde de Zalamea en la fecha en la que las tropas de Francisco Franco tomaron Madrid el 28 de marzo de 1939.
Tras la contienda, el Teatro Español sufrió un importante cambio en su régimen jurídico. La sala reiniciaba su actividad el 15 de abril de 1939, coincidiendo con el aniversario del fallecimiento de Serafín Álvarez Quintero. La titularidad de la instalación permaneció en manos del Ayuntamiento, si bien, la gestión pasó al Estado. Entre el final de la Guerra y mediados del año 1940, fueron sucesivamente concesionarios del teatro, las compañías de Ana Adamuz, Niní Montián-Guillermo Marín y Fernando Díaz de Mendoza y Guerrero-María Guerrero López. En virtud de una Orden Ministerial de marzo de 1940 se creaba un Consejo Nacional de Teatros, dependiente del Gobierno, con dos secciones: El Teatro Nacional Español y el Teatro Nacional María Guerrero, dedicándose el primero a los autores clásicos. El primer director fue Felipe Lluch Garín. La temporada de actuaciones se abrió el 13 de noviembre de ese año con La Celestina.
La dependencia orgánica fue del Ministerio de Educación Nacional hasta 1951 y del Ministerio de Información y Turismo desde esa fecha. Después de diez años ininterrumpidos con Cayetano Luca de Tena al frente del teatro, en 1954 las autoridades contratan para la dirección del centro a José Tamayo, que se instala en el Español con su compañía "Lope de Vega", en la que están integrados actores como Carlos Lemos, Nuria Espert, Adolfo Marsillach o Berta Riaza. Durante los años de la dictadura, como hitos literarios, pueden mencionarse el estreno de Historia de una escalera, y la introducción de obras de autores extranjeros contemporáneos, como J.B. Priestley o Jean Anouilh. El 19 de octubre de 1975, el teatro sufrió un nuevo incendio.
Con la necesaria reconstrucción no volvió a abrir sus puertas hasta el 16 de abril de 1980, con la representación de La dama de Alejandría, de Calderón de la Barca. Después de un año de gestión conjunta entre el Ministerio de Cultura y el Ayuntamiento, a través de un Patronato, el Teatro pasó de nuevo a manos exclusivamente municipales desde el 16 de octubre de 1981.
La sala del teatro puede acoger a 763 espectadores. En 2005, la antigua cafetería fue transformada en una pequeña sala para espectáculos de formato reducido.

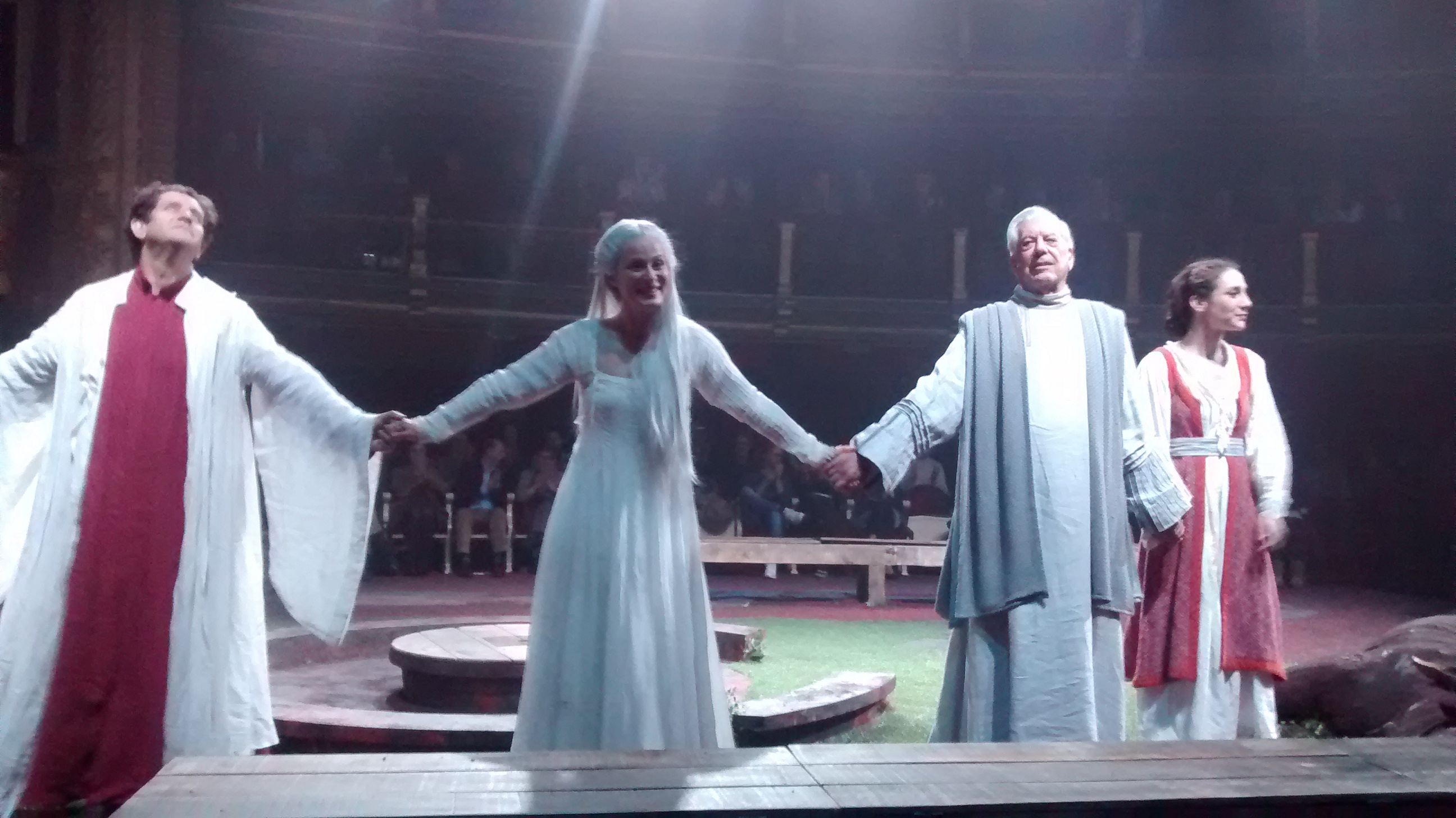
Mario Vargas Llosa, actor en su obra de teatro Los cuentos de la peste, junto a Aitana Sánchez-Gijón, estrenada en el Teatro Español (2015).

Desde 2007 y hasta marzo de 2017, el equipo del Teatro Español se encargó de la gestión también de las salas de teatro Naves del Español, situadas en el espacio cultural Matadero Madrid. El diseño de los espacios teatrales corrió a cargo del escenógrafo francés Jean-Guy Lecat.

## Algunos estrenos de autores españoles en los siglosXIXyXX
Véase: Anexo:Obras representadas en el Teatro Español
- Alejandro Casona: La sirena varada (1934) y Otra vez el diablo (1935)
- Hermanos Álvarez Quintero: El genio alegre (1907) y Los leales (1914)
- Antonio Buero Vallejo: Historia de una escalera (1949), Las palabras en la arena (1949), La tejedora de sueños (1952), Un soñador para un pueblo (1958), Las Meninas (1960), Misión al pueblo desierto (1999)
- Antonio y Manuel Machado: La duquesa de Benamejí (1932) y El hombre que murió en la guerra (1941)
- Benito Pérez Galdós: Doña Perfecta (1876), Gerona (1894), Voluntad (1895), Electra (1901), Alma y vida (1902), El abuelo (1904), Bárbara (1905) y  Casandra  (1910)
- Duque de Rivas: Don Álvaro o la fuerza del sino (1835)
- Eduardo Marquina: Las hijas del Cid (1908) y La danza de la cautiva (1921)
- Federico García Lorca: La zapatera prodigiosa (1930) y Yerma (1934).
- Fernando Fernán Gómez: Las bicicletas son para el verano (1982)
- Jacinto Benavente: La noche del sábado (1903), El dragón de fuego (1904), Más fuerte que el amor (1906), La princesa Bebé (1906) y  La honradez de la cerradura (1942)
- Joaquín Calvo Sotelo: La cárcel infinita (1945) y Cuando llegue el día (1952)
- José de Echegaray: El hijo de Don Juan (1892) y La calumnia por castigo (1897)
- José López Rubio: Celos del aire (1950), Estoy pensando en ti (1950) y Veinte y cuarenta (1951)
- José Martín Recuerda: El teatrito de don Ramón (1959), ¿Quién quiere una copla del Arcipreste de Hita? (1965) y El engañao (1981)
- Leandro Fernández de Moratín: La comedia nueva (1792)
- Luis Fernández Ardavín: La florista de la Reina (1940)
- Manuel Linares Rivas: Añoranzas (1906)
- Miguel Mihura: Tres sombreros de copa (1952)
- Miguel de Unamuno: La venda (1913) y El otro (1932)
- Rafael Alberti': Fermín Galán (1931)
- Ramón María del Valle-Inclán: Divinas palabras (1933),
- Víctor Ruiz Iriarte: El gran minué (1950)

## Listado de directores
- Ventura de la Vega
- Tomás Rodríguez Rubí
- Federico Balart (1890-1905)
- Fernando Díaz de Mendoza y María Guerrero (1905-1908)
- Manuel González (durante la guerra civil española)
- Felipe Lluch (1940-1941)
- Cayetano Luca de Tena (1942-1952)
- Modesto Higueras (1952-1954)
- José Tamayo (1954-1962)
- Cayetano Luca de Tena (1962-1964)
- Adolfo Marsillach (1965-1966)
- Miguel Narros (1966-1970)
- Alberto González Vergel (1970-1976)
- José Luis Alonso Mañés (1979-1983)
- José Luis Gómez (1983-1984)
- Miguel Narros (1984-1989)
- Gustavo Pérez Puig (1990-2003)
- Mario Gas (2004-2012)
- Natalio Grueso (2012-2014)[29]
- Juan Carlos Pérez de la Fuente (2014-2016)[30]
- Carme Portaceli (2016-2019)
- Natalia Menéndez (2019-actualidad)